# Adly Fairuz
Adly Fairuz cuyo nombre verdadero es Ahmad Fairuz Adly (nacido en Yakarta, el 14 de abril de 1987) es un actor y cantante indonesio. Se hizo conocer como Aldo en una telenovela titulada Mubarak en 2007. Además de ser también un comediante, Adly también obtuvo el título de cantante después de ganar el reality show en el Selebconcert.

## Carrera
El mayor de cinco hermanos, H. Agus Irianto y Hj. Entró en el mundo del espectáculo y comenzó por casualidad cuando su hermano también participaba en una telenovela. Le ofrecieron para participar y luego calificar. Adly actuó en una telenovela de Amor, en la que fue considerado como la calidad debut que fue transmitida por la red televisiva FTV. Su nombre saltó a la fama después de participar con Shireen Sungkar y Teuku Vishnu, en el sinetron de la Cinta Fitri Dalan.
Adly ha realizado una reproducción de música desde la infancia. Incluso con algunos amigos, se unió a una banda musical. En la música ha demostrado ganar en el reality show "Supermama Selebconcert". Adly con su madre presente "Lutfiah", obtuvo gran éxito embolsado con los 147 votos, seguido por Indra L Bruggman - Mamá Mimi (144 votos) y sembako y Yadira - Mamá Suhana (80 votos).

## Filmografía
- Kembang Perawan (2009)